# La Victoria (Valle del Cauca)
Pour les articles homonymes, voir La Victoria.
La Victoria est une municipalité située dans le département de Valle del Cauca, en Colombie.